# Churtaga
Churtaga (ros. Хуртага) – wieś (ułus) w Rosji, w Buriacji, w rejonie zakamieńskim. W 2010 liczyła 884 mieszkańców.